# Drax

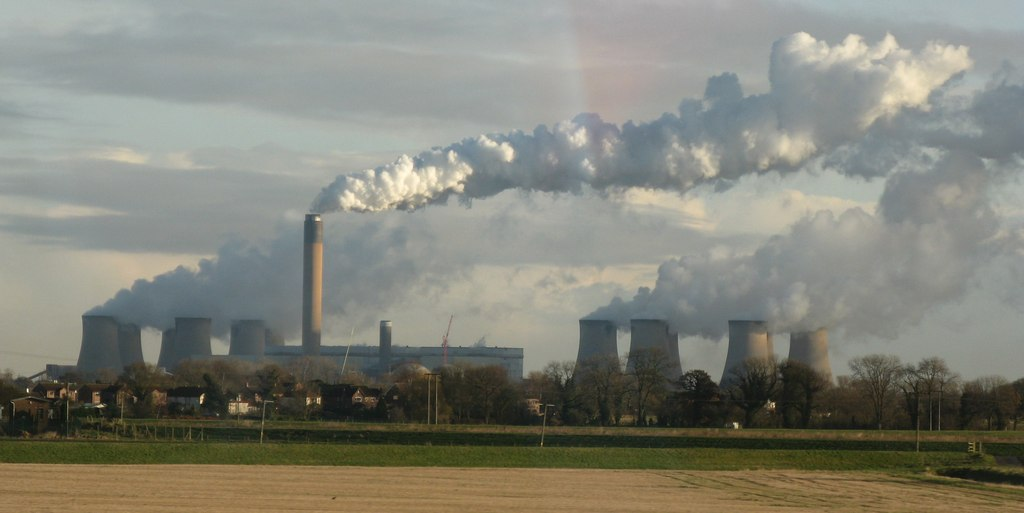
Draxの保有する発電所

ドラックス (英: drax group)とは、英国に拠点を置くバイオマス発電企業。
またバイオマス燃料（木質バイオマス）の供給も行っており、木質ペレットの供給ではアメリカのエンビバと並び世界最大手である。

## 概要

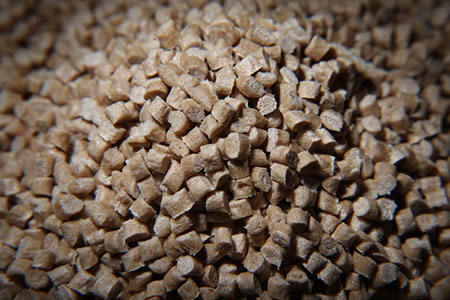
ドラックスは木質ペレットの供給で世界規模の供給能力を持つ

イギリスの国営電力会社が民営化して成立したイギリス最大の電力会社で、発電から供給まですべてを賄うサプライチェーンを保有している。
石炭の使用や木質ペレットの供給について多くの抗議運動や訴訟の的となっている。
2021年、投資格付け会社であるS&Pは、同社が作成している指数である「クリーンエネルギーインデックス」からドラックスを除外した。
木質バイオマスが森林破壊を引き起こしているという批判が高まっており、また石炭火力発電の運用などの点から「クリーンエネルギーの企業」とみなされなくなった状況を反映している
。

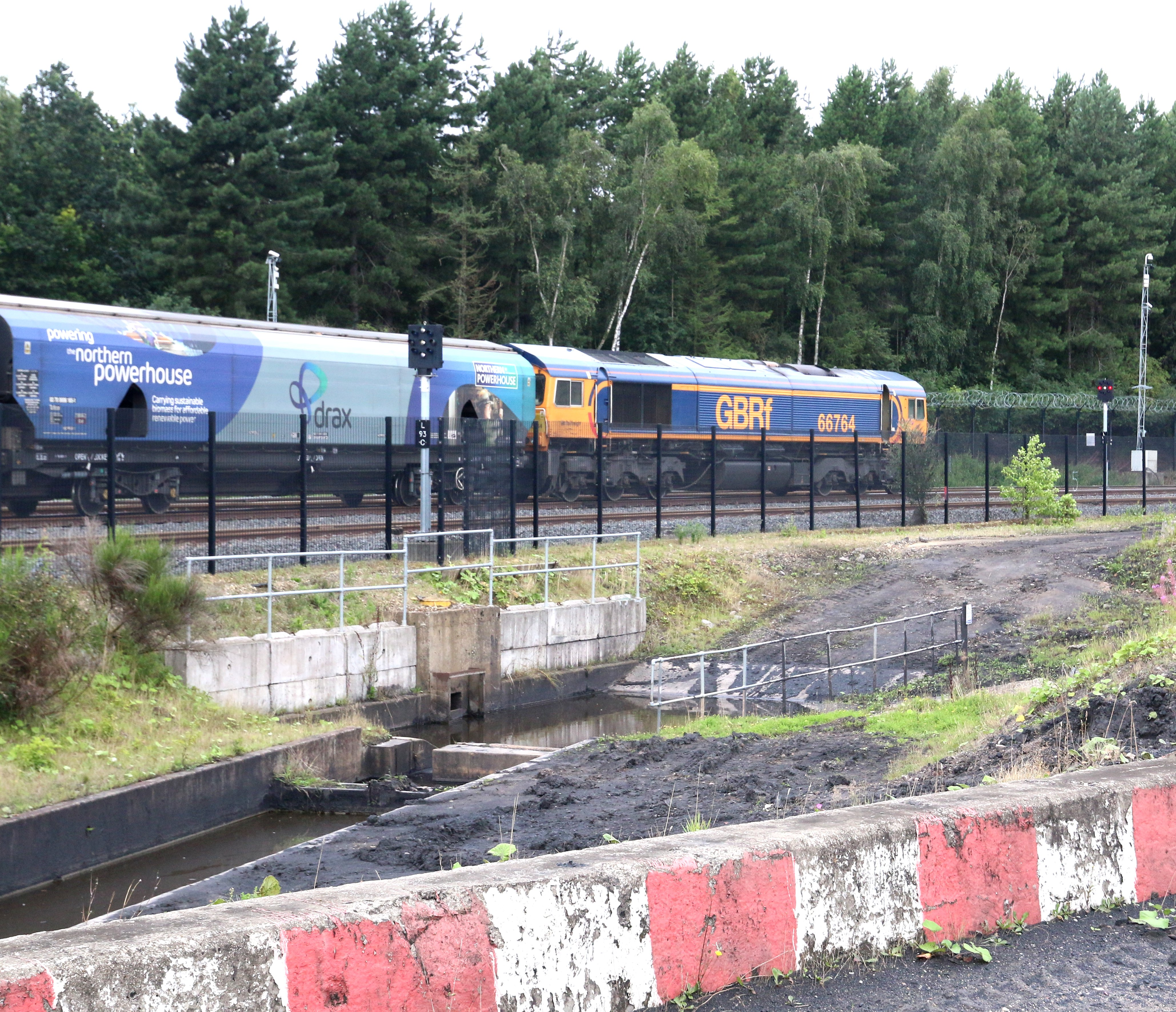
貨物列車に描かれたDraxの広告